# Théodolite
 (mars 2014).
Si vous disposez d'ouvrages ou d'articles de référence ou si vous connaissez des sites web de qualité traitant du thème abordé ici, merci de compléter l'article en donnant les références utiles à sa vérifiabilité et en les liant à la section « Notes et références ».

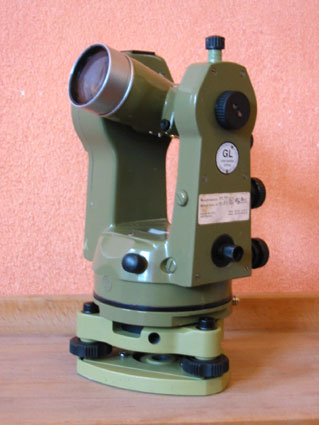
Un théodolite.

Un théodolite est un instrument d'optique, mesurant des angles dans les deux plans horizontaux et verticaux. Il est utilisé pour réaliser les mesures d’une triangulation, c'est-à-dire des angles d’un triangle.
C'est un instrument essentiel en géodésie, cartographie, topographie, en ingénierie et en archéologie.
Les géomètres en font leur principal instrument de terrain.

## Étymologie
Un théodolite a d’abord désigné un instrument d’arpentage (1704).
Il s'agit d'un emprunt à l'anglais theodolite, forme altérée de theodelite, terme dérivé du mot d'origine arabe alidade et probablement créé par Thomas Digges (fils de Leonard Digges, qui passe pour être l’inventeur de cet instrument). Thomas Digges utilise en 1571 ce terme sous la forme latinisée theodelitus (v. NED qui suppose, d'après la forme du terme, une formation hellénisante incorrecte). La forme anglaise theodolite est attesté d'abord par les variantes theodolit en 1669, theodolet en 1701 dans NED et theodolite dans Harris, Lexicon Technicum, or an universal English dictionary of Arts and Sciences, vol. I, 2e  éd., London, 1708 [et dans 1re  éd. 1704 d'après Littré Add. 1872].
L'étymologie du terme créé par Digges, originellement inconnue, est désormais connue.

## Description

Les axes (en anglais) et les cercles gradués d’un théodolite.

Un théodolite est une lunette montée sur les deux axes vertical et horizontal. Chacun des axes est équipé d’un cercle gradué permettant les lectures des angles.
Le théodolite se pose sur un support et doit se caler sur le plan horizontal. Il est souvent placé sur un trépied, et à la verticale exacte d’un point connu en coordonnées, à l’aide d’un fil à plomb, d'un plomb « optique » ou d'un plomb « laser », et d’un niveau à bulle sphérique. Sa base doit être parfaitement horizontale (utilisation d’une nivelle torique, ainsi que d’une nivelle sphérique). L’ensemble de cette phase d’utilisation se nomme la « mise en station ». En fait, c'est l'axe de rotation principal (vertical) de l'instrument qui est rendu parfaitement vertical à l'aide des nivelles. On dégrossit la mise en station avec la nivelle sphérique (moins précise) et on l'affine à l'aide de la nivelle torique (très précise). Le point de station au sol est parfaitement dans le prolongement de cet axe principal. Le second axe de rotation de la lunette est rendu perpendiculaire à l'axe principal par réglage interne. Il sera donc parfaitement horizontal.

## Instruments apparentés

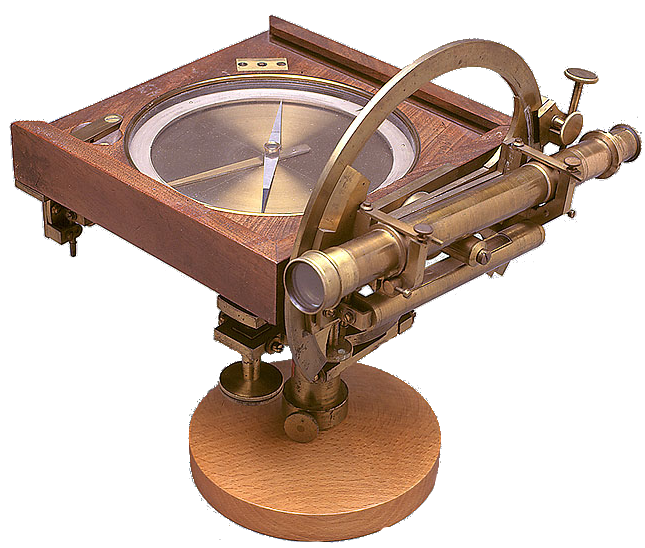
Un Éclimètre du XIXe siècle.

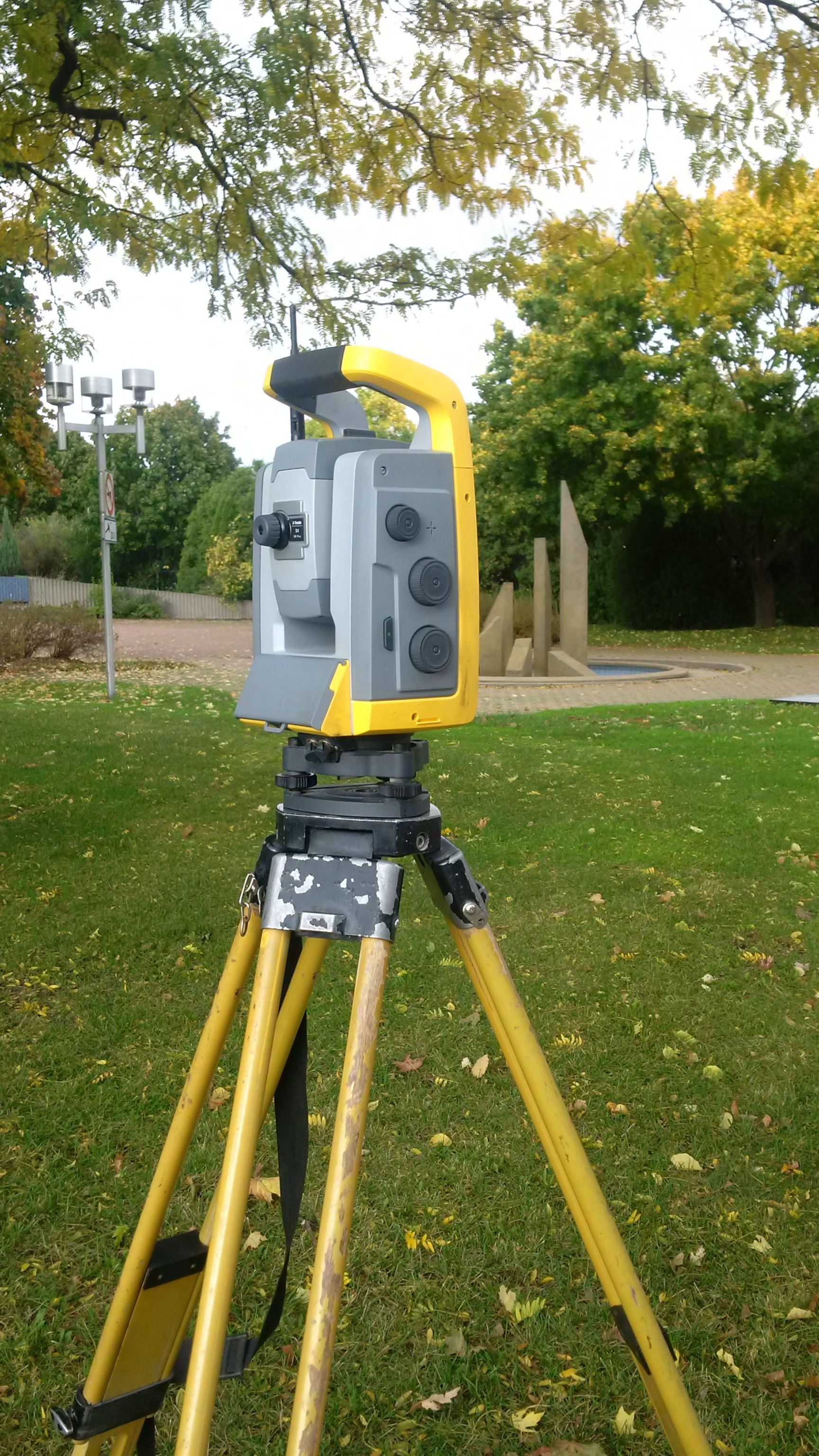
Un tachéomètre. Ici, il s'agit d'une station entièrement robotisée.

Le théodolite fait partie de la famille des instruments de mesure d’angles, il dérive des alidades, instruments anciens permettant la mesure des angles horizontaux ou verticaux par visée à travers des fentes. Les instruments servant seulement aux mesures des angles horizontaux sont des goniomètres, ceux servant seulement à la mesure des angles verticaux sont des éclimètres. Seuls ceux permettant à la fois la mesure des angles horizontaux et des angles verticaux sont des théodolites.
Le théodolite peut être associé à différents instruments permettant par exemple la mesure des distances, on parle alors de tachéomètre, ou la saisie automatique des mesures, on parle alors de station totale. De même, lorsque le théodolite est utilisé pour mesurer les vitesses angulaires apparentes d'un mobile, on parle de cinéthéodolite.

## Utilisations du théodolite

### Topographie
En topographie, le théodolite est utilisé dans les mesures d’un levé du territoire (lever topographique).
Tout comme un rapporteur, un théodolite permet de relever l’angle entre deux repères visuels (montagne, clocher…). Dans la pratique, l'angle retenu ne sera pas directement l’angle entre les deux repères, mais entre leurs verticales : on fait donc abstraction de la hauteur des repères (angle d'élévation), pour n’en retenir que le gisement : c'est l'angle tel qu'il apparaîtrait sur un plan. Le théodolite doit donc être calé à l’horizontale, afin de mesurer les angles dans ce plan, la lunette de visée étant capable de pivoter verticalement, en fonction de l’élévation du point de repère.
Pour améliorer la précision des relevés dans un triangle ABC, on mesure en fait les trois angles en A, B, et C. Ces mesures sont redondantes, la somme des angles devant être 200 gon. On trouve dans la pratique toujours une petite différence dans la mesure : on considère que cette différence vient d’erreurs aléatoires, et on corrige les relevés en soustrayant 1/3 de la différence à chacune des valeurs. Pour les relevés à petite distance, la géométrie est pratiquement plane, mais à grande distance et avec un relevé de précision que permet le théodolite, la courbure terrestre se fait sentir : la somme des angles d’un triangle ne fait plus 200 gon, mais dépend aussi de la surface du triangle inscrit. Dans les travaux de triangulation à longue distance, par exemple pour mesurer le méridien terrestre, on est donc obligé de tenir compte de cette correction (calcul de trigonométrie sphérique) avant de corriger les relevés, qui sinon seraient systématiquement faussés.
Les bonnes conditions de visibilité et le relief permettent en France de travailler sur des visées de 40 à 50 kilomètres en plaine, un peu plus sur des points élevés isolés. Les meilleurs théodolites permettent une précision de l’ordre du décimilligrade. En gardant une décimale supplémentaire, on évitera de dégrader la précision du calcul par des erreurs d’arrondi. L’excès sphérique d’un polygone est environ de 1,6 dmgon pour 100 km2 de surface. Pour un triangle de 40 km de côtés, il peut atteindre 14 dmgon, ce qui est loin d’être négligeable (un décimilligrade est l’angle sous lequel, à 40 km, on verrait un objet d’environ 6 centimètres - d'où une erreur pouvant atteindre près de 84 cm).
Son utilisation est parfois complétée par l'usage d'un récepteur, coulissant le long d'une mire.

### Astronomie
En astronomie, le théodolite sert à déterminer l’azimut par rapport au pôle céleste et la hauteur apparente d’un corps céleste par rapport à l’horizon.

### Géodésie
En géodésie, il sert à déterminer les angles formés par trois sommets de montagne par exemple.

### Archéologie
En archéologie, lors de fouilles, il est utilisé comme instrument de mesure de points spécifiques du relief et utilisés ensuite dans la reconstitution du site en trois dimensions.